# Dangerous Toys (film)
Dangerous Toys er en amerikansk stumfilm fra 1921 af Samuel Bradley.

## Medvirkende
- Frank Losee som Hugo Harman
- Marion Elmore som Mrs. Hugo Harman
- Marguerite Clayton som Louise Malone
- William Desmond som Jack Gray
- Frances Devereaux som Mrs. Malone
- Lillian Greene som Phyllis Harman